# Epitheton
Das Epitheton ([eˈpitetɔn]; altgriechisch ἐπίθετον epítheton „das Hinzugefügte, das später Eingeführte“, Neutrum des Adjektivs ἐπίθετος epíthetos „hinzugefügt, nachgestellt, zugeordnet“; Pl. Epitheta) ist ein sprachlicher Zusatz in der Form eines Attributs, meist eines Adjektivs oder einer Apposition, das daneben auch als Beiname von Herrschern oder Gottheiten (Epiklese) auftreten kann.

## Rhetorik und Stilistik
Mit dem Fachausdruck Epitheton bezeichnet man in der Rhetorik beziehungsweise Stilistik das Hinzufügen eines im Satzzusammenhang nicht unbedingt erforderlichen Attributs, wie etwa im Ausdruck „die grüne Wiese“. Der semantische Gehalt einer Beifügung hängt dabei nicht unwesentlich vom jeweiligen Kontext ab. So kann etwa „die grüne Wiese“ einer „trockenen, gelben Wiese“ gegenübergestellt werden, wodurch das Epitheton „grün“ zu einer die Sache betreffenden Charakterisierung wird. Gerhart Hauptmann lässt in seinem Stück Vor Sonnenaufgang (1889) Hoffmann gegen Ende des dritten Akts sagen: „Ich sage dir also: daß ich dein Auftreten hier – gelinde gesprochen – für fabelhaft dreist halte“, worauf Loth erwidert: „Vielleicht erklärst du mir, was dich berechtigt, mich mit dergleichen Epitheta …“
Bleibt eine Wortbedeutung dagegen in ihrem Umfang unverändert durch die Attribution, so kann das Epitheton als „semantisch redundantes Beiwort mit rein schmückender Funktion“ und insofern als reine „Wiederholungsfigur“ aufgefasst werden, durch die „der Wortsinn […] nicht erweitert, sondern lediglich akzentuiert wird“. Als Beispiel kann der Ausdruck vom „blinden Despotismus“ dienen, in dem die Blindheit als dem Despotismus bereits immanente Eigenschaft hingestellt wird. Dieser in Literatur und Rhetorik bedeutende Typ wird auch als Epitheton ornans (Plural Epitheta ornantia, von lateinisch ornare „schmücken“) bezeichnet, mithin als entbehrlicher, nur schmückender Zusatz zum Hauptwort. Als Beispiel mag blühende Wiese im Gegensatz zu grüne Wiese dienen. Insbesondere wurde dieser Begriff des schmückenden Epithetons von den klassischen Philologen gebraucht, um die seit Homer in der epischen bzw. episierenden Sprache zahlreich vorkommenden konventionellen Attribute bei Götter- und Heldennamen, aber auch bei gewöhnlichen Gegenständen zu bezeichnen, so: „die kuhäugige Hera“, „die rosenfingrige Eos“, „der listenreiche Odysseus“, „die wolletragenden Schafe“. Diese Wortverbindungen sind nicht zuletzt den Erfordernissen des epischen Hexameters zu verdanken und dienen der vollklingenden Ausfüllung eines Verses.
Auf einem mittleren Punkt zwischen beiden Varianten befinden sich feststehende Epitheta, die der Charakterisierung, Individualisierung oder auch der Bewertung eines Menschen oder einer Sache dienen, wie etwa als weite Apposition bei „Iwan der Schreckliche“ oder „Land der tausend Seen“ (siehe auch das Kapitel Götter- und Herrscherbeinamen). Diejenigen epischen Epitheta, die „unabhängig von der jeweiligen Situation eine unveränderliche Eigenschaft vor allem von Personen bezeichnen“ – wie „pius Aeneas“ (Vergil, Aeneis 1,305) –, heißen auch Epitheton constans (‚feststehendes Beiwort‘). Solche Epitheta constantia werden von Eric A. Havelock und anderen als ein typisches Merkmal für Mnemotechniken von präliteralen Kulturen hervorgehoben.

## Götter- und Herrscherbeinamen
Götterepitheta kommen in den Sakraltexten zahlreicher Religionen wie jener des alten Griechenlands, Roms, des vedischen Indiens und der im Avesta dargestellten zarathustrischen Religion Altirans (wobei die ältesten Phasen der vedischen und der avestischen Religion und der entsprechenden Götternamen auf eine gemeinindoiranische Periode zurückgehen) vor. Derartige Beiwörter bezeichnen im Allgemeinen einen speziellen Teilaspekt des Wesens und der Rolle der betreffenden Gottheit; die Verwendung derartiger Epitheta in der Kultpraxis (als sogenannte Epiklesen) kann den Einfluss der damit angesprochenen Gottheit zu einem bestimmten Anlass evozieren bzw. bewerkstelligen.
Auch die feststehenden Beinamen insbesondere antiker Herrscher werden als Epitheta bezeichnet. Beispiele sind neben „der Große“ (megas bzw. magnus) etwa „der Wohltäter“ (euergetes), „der Städtezertrümmerer“ (poliorketes), „der Unbesiegbare“ (invictus) oder „der Fromme“ (pius).

## Biologie
In der Nomenklatur der Biologie wird der wissenschaftliche Name einer Art von Lebewesen in der von Carl von Linné eingeführten zweiteiligen (binären) Form angegeben.

### Botanik
In der Botanik wird der zweite Teil des Namens allgemein als „Epitheton“ bezeichnet (siehe Internationaler Code der Nomenklatur für Algen, Pilze und Pflanzen). Der wissenschaftliche Name setzt sich hier zusammen aus einer Bezeichnung für die Gattung sowie einem artspezifischen Epitheton (Epitheton specificum). Beispielsweise bezeichnet bei der Rotbuche (Fagus sylvatica) der Namensteil Fagus die Gattung, während sylvatica das Epitheton der Art ist. Die Namenszusätze bei intraspezifischen Rangstufen wie Varietät, Sorte oder Cultivar werden ebenfalls als Epitheta bezeichnet.

### Zoologie
In der Zoologie aber wurde der Ausdruck „Epitheton“ als Bezeichnung für einen nomenklatorischen Begriff weder unter die relevanten Begriffsbezeichnungen des englischsprachigen Nomenklaturcode (ICZN Code) aufgenommen, noch ist er in dessen deutschsprachiger Entsprechung als Terminus zu finden; stattdessen taucht hier der Ausdruck „Artname“ auf.
Doch dieses Wort Artname ist – anders als sein Pendant im englischen ICZN-Code – zweideutig, ein Homonym, denn es steht sowohl für den Begriff des gesamten, aus den beiden Namensteilen für Gattung und Art bestehenden, Namens der Tierart (englisch species name oder name of a species) – beispielsweise Homo sapiens –, als auch für den Begriff des spezifizierenden zweiten Teils eines solchen Namens (englisch specific name) – in diesem Beispiel sapiens. Daher werden für letzteren Begriff die Ausdrücke, Epithetum specificum oder Epitheton specificum gelegentlich auch heute noch informell in der deutschsprachigen zoologischen Literatur verwendet.
Inzwischen ist der Ausdruck „Artzusatz“ gebräuchlich, um Verwechselungen zu vermeiden, ohne griechische bzw. lateinische Wörter zu verwenden.

### Virologie
In der Virologie ist das International Committee on Taxonomy of Viruses (ICTV) die autoritative Instanz für die Namensgebung der Virustaxa.
Nach den Ergebnissen der Ratifizierungsabstimmung des ICTV im März 2021 ist seitdem eine zweiteilige binäre Nomenklatur die Norm für die Benennung von Virusspezies – eine Praxis, die gelegentlich auch schon früher Anwendung fand.
Im binären Format ist das zweite Element, genannt Art-Epitheton (engl. species epithet), in sehr freier Form wählbar. Es kann beispielsweise im traditionellen Format angegeben werden als ein latinisiertes Wort in Kleinbuchstaben (wie zum Beispiel bei Vesiculovirus indiana), oder als eine Kombination aus Groß- und Kleinbuchstaben und Zahlen (wie zum Beispiel bei Triavirus phi2958PVL), diakritische Zeichen und Ligaturen sind nicht erlaubt.